# Масселло
Масселло (итал. Massello) — коммуна в Италии, располагается в регионе Пьемонт, в провинции Турин.
Население составляет 74 человека (2008 г.), плотность населения составляет 2 чел./км². Занимает площадь 38 км². Почтовый индекс — 10060. Телефонный код — 0121.
Покровителями коммуны почитаются святые апостолы Пётр и Павел, празднование 29 июня.

## Демография
Динамика населения:

## Администрация коммуны
- Официальный сайт: http://www.comune.massello.to.it/